# Kōichi Katō

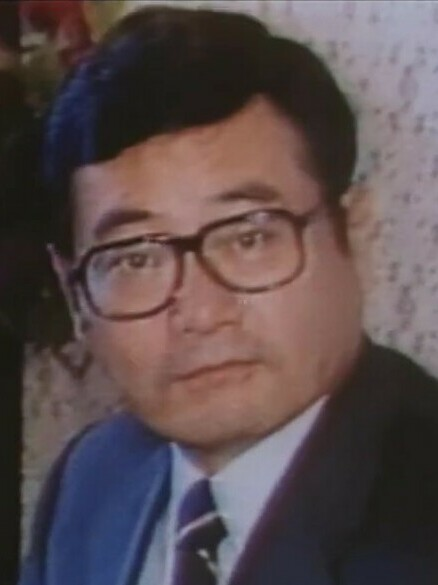
Kōichi Katō, 1985

Kōichi Katō (jap. 加藤 紘一, Katō Kōichi; * 17. Juni 1939 in Tsuruoka, Präfektur Yamagata; † 9. September 2016 in der Präfektur Tokio) war ein japanischer Politiker, Shūgiin-Abgeordneter der Liberaldemokratischen Partei (LDP) und Minister und Generalsekretär der LDP. Innerhalb der Partei gehörte er seit 2005 nicht mehr zu einer Faktion.

## Biographie
Katō ist der fünftälteste Sohn des Shūgiin-Abgeordneten und LDP-Funktionärs Katō Seizō. Er studierte an der Universität Tokio und wurde anschließend Beamter im Außenministerium, für das er in Taipei und Washington, D.C. tätig war. 1967 erwarb er einen Master an der Harvard University. Nach dem Tod seines Vaters 1965 kandidierte er bei der Wahl von 1972 erfolgreich in dessen Wahlkreis, der die Stadt Tsuruoka umfasst (bis 1993 2. Wahlkreis Yamagata, ab 1996 zunächst 4. Wahlkreis, ab 2003 3. Wahlkreis), für das Shūgiin und trat der Ōhira-Faktion, dem Kōchikai, bei.
Katō stieg schnell in der Partei auf, 1984 wurde er als Leiter der Verteidigungsbehörde erstmals Minister im Kabinett Nakasone, das Amt behielt er bis 1986. Von 1991 bis 1992 war er Kabinettssekretär im Kabinett Miyazawa. Nachdem die LDP 1993 zwischenzeitlich die Macht verloren und 1994 zurückgewonnen hatte, wurde Katō Vorsitzender des Politikforschungsrates (PARC), ein Jahr später Generalsekretär der Partei. Dieses Amt behielt er bis 1998 und war damit der LDP-Generalsekretär mit der längsten Amtszeit seit Tanaka Kakuei.
1998 löste Katō schließlich den Ex-Premier Kiichi Miyazawa im Faktionsvorsitz ab, der das Kōchikai 12 Jahre lang geführt hatte. Taku Yamasaki, Jun’ichirō Koizumi und er waren als YKK bekannt und galten als junge Führungsgeneration der LDP, die Partei und Regierung modernisieren wollten. 1997, 1998 (Koizumi) und 1999 (Katō und Yamasaki) kandidierten sie vergeblich für den Parteivorsitz. Nach dem Schlaganfall von Keizō Obuchi im April 2000 wurde rasch ein konsensfähiger Nachfolgekandidat gesucht und Yoshirō Mori als Führer der stärksten Faktion zum Parteivorsitzenden bestimmt.

### „Katō-Rebellion“
Premierminister Mori war von Beginn eine umstrittene Figur in der LDP. Nach Moris „Land der Götter“-Rede und den resultierenden schweren Verlusten bei der Shūgiin-Wahl drängte die Partei auf eine baldige Ablösung, aber Mori blieb im Amt. Im November erreichte Moris Zustimmungsrate ein Rekordtief von 18 %. Nachdem Katō sich der Zustimmung der Yamasaki-Faktion versichert hatte, entschied er sich, ein Misstrauensvotum gegen Mori im Shūgiin anzustrengen, dass rechnerisch durch die Stimmen der beiden Faktionen und der Stimmen der Opposition gute Aussichten auf Erfolg hatte. Allerdings gelang es LDP-Generalsekretär Hiromu Nonaka durch die Androhung von Parteiausschlüssen die Mehrheit der Mitglieder des Kōchikai zu zwingen, nicht gegen Mori zu stimmen. Angesichts der Aussichtslosigkeit seines Vorstoßes enthielten sich auch Katō und die meisten seiner Anhänger bei der Abstimmung am 20. November, Mori blieb Premierminister. Ergebnis dieser „Katō-Rebellion“ (加藤の乱, Katō no ran) war die Spaltung des Kōchikai und die Diskreditierung von Yamasaki und Katō in der Partei, die sogar gedroht hatten mit der oppositionellen DPJ zusammenzuarbeiten. Der verbliebene YKK-Politiker, Koizumi, löste Mori im April 2001 als Parteivorsitzender und Premierminister ab.

### Rücktritt und Comeback
Nach einem Steuerhinterziehungsskandal um Katōs Sekretär im Frühjahr 2002 gab Katō zuerst den Faktionsvorsitz, dann seine Parteimitgliedschaft und schließlich sein Abgeordnetenmandat auf. Bei der Wahl im November 2003 kandidierte er als Unabhängiger und wurde wiedergewählt. Er kehrte anschließend in die LDP und zunächst (bis September 2005) auch wieder ins Kōchikai zurück. Er forderte Reformen von seinem früheren Verbündeten Koizumi ein und kritisierte dessen Besuche im Yasukuni-Schrein sowie den Irak-Einsatz der Selbstverteidigungsstreitkräfte.
Nachdem Katōs Haus im August 2006 von einem rechtsnationalistischen Aktivisten angezündet worden war, warnte er davor, Japan könne von einer gefährlichen Welle des Nationalismus erfasst werden. Den bereits als Koizumi-Nachfolger gehandelten Shinzō Abe bezeichnete er diesbezüglich als „zu naiv“.
Bei der Shūgiin-Wahl 2012 verlor er den 3. Wahlkreis Yamagata mit knapp 1.500 Stimmen Rückstand an den unabhängigen Juichi Abe und wurde nach 13 Wahlsiegen in Folge abgewählt.
Katō starb am 9. September 2016 im Alter von 77 Jahren an einer Lungenentzündung in einem Krankenhaus in Tokio.

## Familie
Katōs Tochter Ayuko (LDP) gewann bei der Shūgiin-Wahl 2014 den 3. Wahlkreis Yamagata knapp gegen Juichi Abe.